# This Boy's Life
This Boy's Life is een Amerikaanse film uit 1993 van regisseur Michael Caton-Jones en is gebaseerd op de gelijknamige autobiografische roman van Tobias Wolff.

## Verhaal
De alleenstaande Caroline Wolff (Ellen Barkin) verhuist met haar zoon Tobias 'Toby' Wolff (Leonardo DiCaprio) voortdurend van de ene naar de andere plaats. Ze is op zoek naar een plek die ze definitief haar thuis kan noemen en waar ze een degelijke man kan vinden. Wanneer het duo zijn geluk beproeft in Seattle ontmoet ze de monteur Dwight Hansen (Robert De Niro). Ook hij is gescheiden en met kinderen. Hij heeft een keurig voorkomen, is beleefd en toont zich geduldig en verdraagzaam in een mate die zelfs zijn eigen kinderen verbaast. Wanneer Caroline bijvoorbeeld een lokale schietwedstrijd in Dwigths kleine woonplaats Concrete wint, verwachten zijn kinderen een jaloerse woedeaanval. In plaats daarvan feliciteert hij zijn vriendin en brengt hij tijdens het eten een toost op haar uit.
Toby, die zich liever Jack laat noemen naar zijn held Jack London, heeft toch niet zo'n hoge pet op van Dwight. Hij heeft inmiddels kennisgemaakt met diens minder positieve, dominante kant. Hij blijft enkele maanden zonder zijn moeder logeren bij Dwight en diens kinderen in Concrete. Daar blijkt zijn moeders vriend een uiterst conservatieve en agressieve man. Hij vindt zichzelf een toonbeeld van hoe een echte man hoort te zijn en wil Toby omvormen tot 'een beter mens' door hem naar zijn eigen maatstaven te laten leven. Zo geeft Dwight de jongen tegen zijn zin in op voor onder meer de padvinderij en een krantenwijk, zonder dat Toby daar ooit geld voor ziet. Weigeren te gaan is geen optie.
Caroline denkt niettemin dat Dwight de stabiele factor is die ze nodig heeft in haar leven en om haar te plezieren houdt Toby zich koest. De twee trouwen, maar vrijwel meteen daarna krijgt ook Caroline het ware karakter van Dwight te zien, die zichzelf als de baas in huis ziet en totaal geen tegenspraak duldt. Hij alleen bepaalt vanaf de huwelijksnacht zelfs welke standjes er in het echtelijke bed worden aangenomen en welke niet. Ondertussen probeert Toby een manier te vinden om uit dit leven te ontsnappen. Hij raakt bevriend met de homoseksuele Arthur, die hem uiteindelijk helpt bij het vervalsen van Toby's schoolrapporten, zodat hij zich kan aanmelden bij respectabele universiteiten. Dit doet hij vervolgens ook, ondanks het constante gekleineer en de tegenwerking van Dwight. Wanneer Toby door een school geaccepteerd wordt, wordt zijn stiefvader gek van jaloezie. Het tweetal maakt er een stevige knokpartij van, waarin Toby het vertikt zich nog langer in te houden. Wanneer Dwight Toby probeert te wurgen, is ook voor Caroline de grens bereikt en besluit ze om met haar zoon opnieuw te vertrekken... op zoek naar een nieuw thuis.

## Rolverdeling
| Acteur            | Personage      |
| ----------------- | -------------- |
| Ellen Barkin      | Caroline Wolff |
| Robert De Niro    | Dwight Hansen  |
| Leonardo DiCaprio | Tobias Wolff   |
| Jonah Blechman    | Arthur Gayle   |
| Eliza Dushku      | Pearl          |
| Chris Cooper      | Roy            |
| Carla Gugino      | Norma          |
| Zachary Ansley    | Skipper        |
| Tracey Ellis      | Kathy          |
| Kathy Kinney      | Marian         |
| Robert Zameroski  | Arch Cook      |
| Tobey Maguire     | Chuck Bolger   |
| Tristan Tait      | Huff           |
| Travis MacDonald  | Psycho         |
| Richard Liss      | A&P Manager    |

## Trivia
- Tobey Maguire deed auditie voor de rol van Toby Wolff. Uiteindelijk ging de rol naar Leonardo DiCaprio. Maguire is wel te zien in een kleine bijrol en maakte daarmee zijn filmdebuut. Maguire en DiCaprio zijn jeugdvrienden.
- Leonardo DiCaprio en Robert De Niro werkten drie jaar later samen aan de film Marvin's Room.
- DiCaprio en De Niro speelden samen in twaalf films van regisseur Martin Scorsese.
- In hetzelfde jaar als This Boy's Life speelde DiCaprio mee in de film What's Eating Gilbert Grape, waarvoor hij een Oscar-nominatie ontving.